# Michaił Kałasznikow

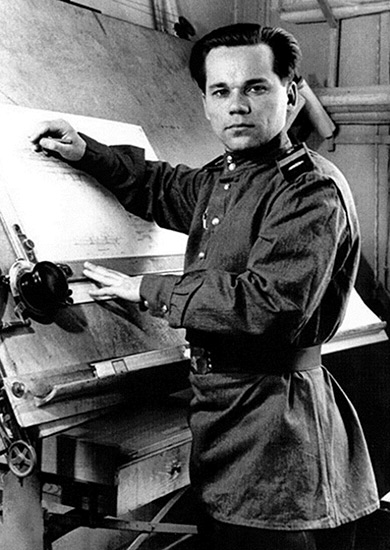
Michaił Kałasznikow w 1944 r.

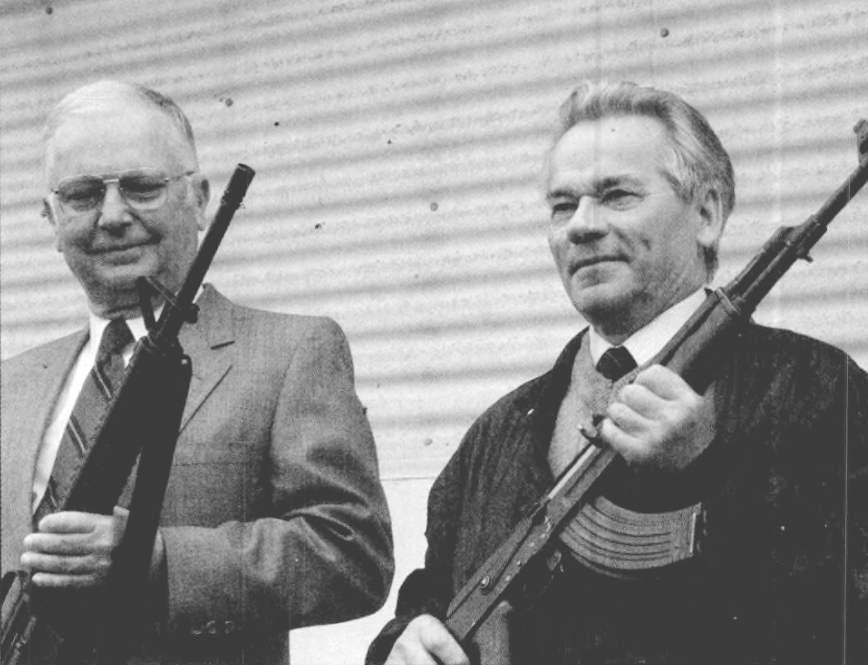
Spotkanie Michaiła Kałasznikowa z Eugene Stonerem

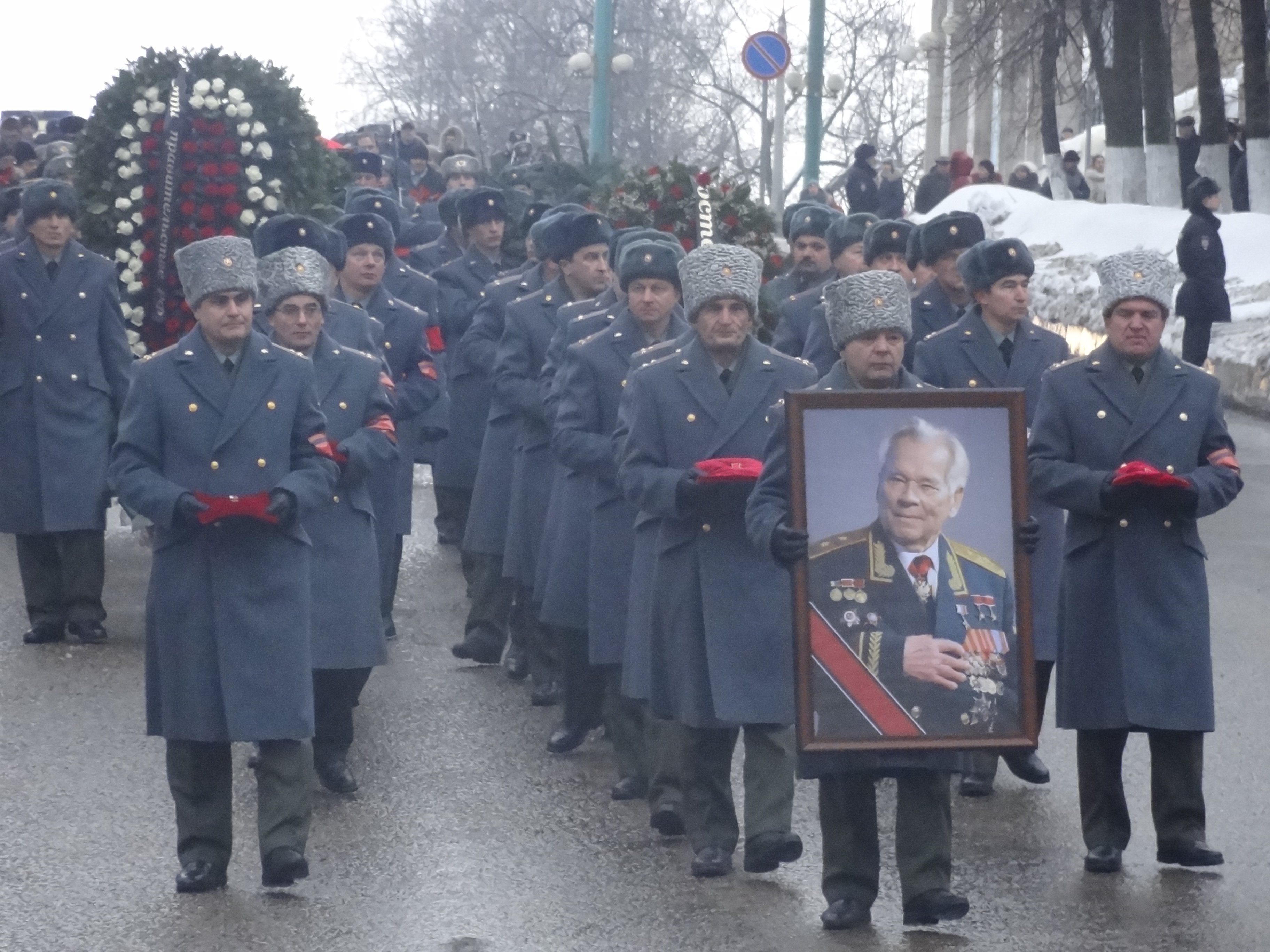
Kondukt pogrzebowy Kałasznikowa

Michaił Timofiejewicz Kałasznikow, ros. Михаил Тимофеевич Калашников (ur. 10 listopada 1919 we wsi Kurja, zm. 23 grudnia 2013 w Iżewsku) – radziecki i rosyjski wojskowy, generał-porucznik (ros. генерал-лейтенант), doktor nauk technicznych, konstruktor broni strzeleckiej, członek Komitetu Centralnego KPZR, deputowany do Rady Najwyższej ZSRR 3. kadencji (1950–1954), dwukrotny Bohater Pracy Socjalistycznej (1958, 1976) i Bohater Federacji Rosyjskiej (2009).

## Życiorys
Po ukończeniu w 1936 r. szkoły 10-klasowej rozpoczął pracę na kolei. Jesienią 1938 r. został powołany do Armii Czerwonej i skierowany do wojsk pancernych, gdzie został mechanikiem-kierowcą czołgu.
Brał udział w II wojnie światowej jako dowódca czołgu. Za odwagę na polu walki został odznaczony Orderem Czerwonej Gwiazdy. Podczas pobytu w szpitalu, po ranach odniesionych we wrześniu 1941 pod Briańskiem, zainteresował się bronią strzelecką i jej projektowaniem.

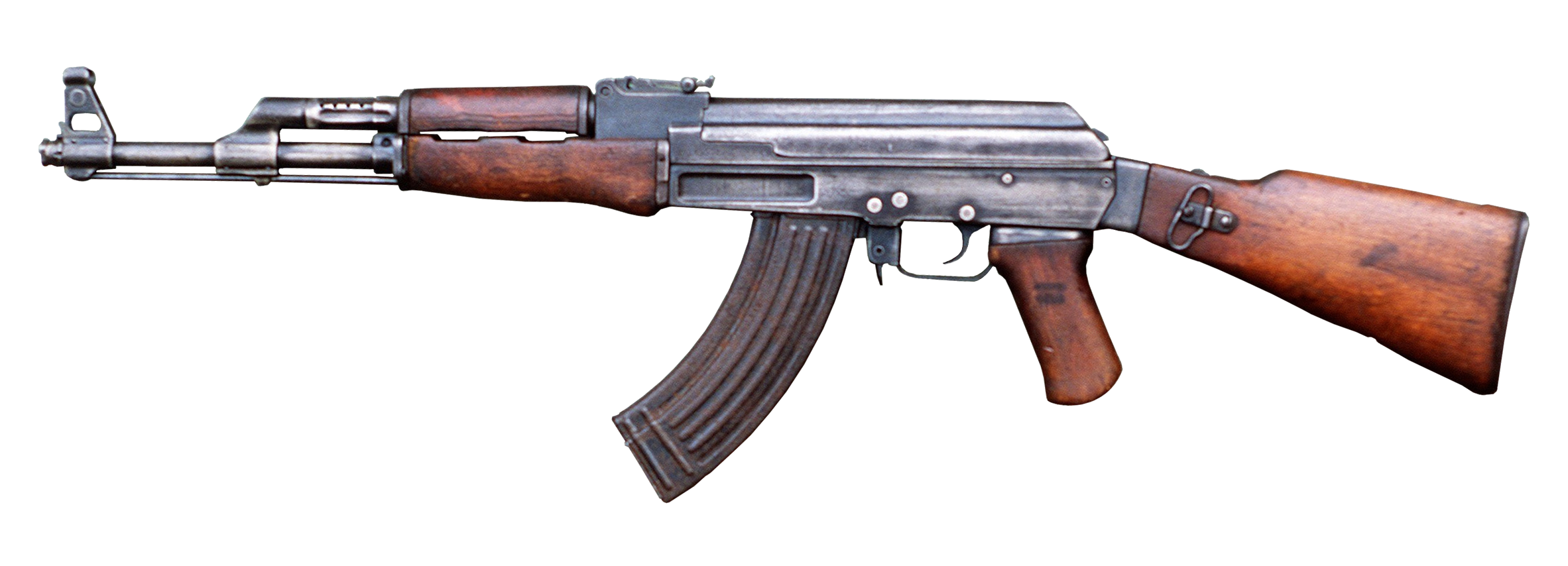
Karabinek AK – najsłynniejsza konstrukcja Michaiła Kałasznikowa

Pierwszą udaną konstrukcją Michaiła Kałasznikowa, a zarazem jego największym osiągnięciem, był karabinek automatyczny AK, zasilany amunicją pośrednią 7,62 × 39 mm. Karabinek wprowadzony został do uzbrojenia w 1949 r., a jego nazwa była skrótem odnoszącym się do nazwiska jego konstruktora (AK – „Automat Kałasznikowa”). Broń ta stała się wkrótce podstawową indywidualną bronią strzelecką w Armii Radzieckiej i państwach Układu Warszawskiego. Jeszcze w latach 50 XX w. Kałasznikow zmodernizował swój karabinek, efektem czego było wprowadzenie w 1958 r. do uzbrojenia karabinka AKM (stał się on z czasem najpopularniejszą wersją AK). W połowie lat 70 XX w. karabinek Kałasznikowa doczekał się kolejnej modernizacji, tym razem konstruktor dostosował go do nowej amunicji małokalibrowej 5,45 × 39 mm. Ta wersja przyjęta na uzbrojenie Armii Radzieckiej jako AK-74, pozostaje do dziś podstawowym karabinkiem automatycznym Sił Zbrojnych Federacji Rosyjskiej. Karabinek AK (oraz jego pochodne) okazał się ogromnym sukcesem, znajdując się na wyposażeniu wielu armii (głównie z tzw. drugiego i trzeciego świata), stając się jednocześnie najszerzej rozpowszechnionym karabinkiem automatycznym na świecie. Na jego podstawie opracowano szereg lokalnych modyfikacji, które nadal są powszechnie użytkowane w wielu państwach (np. polski karabinek wz. 96 „Beryl”). Oprócz karabinka automatycznego Michaił Kałasznikow opracował na jego bazie również ręczne karabiny maszynowe RPK i RPK-74 oraz subkarabinek AKS-74U. W międzyczasie kolejni konstruktorzy wzorując się na dziele Kałasznikowa, opracowywali również inne rodzaje broni palnej, wśród których wymienić można rosyjskie strzelby Sajga czy rumuńskie karabiny wyborowe PSL.
Oprócz swojej najbardziej rozpoznawalnej konstrukcji, Michaił Kałasznikow opracował również bardzo popularny uniwersalny karabin maszynowy PK przyjęty na wyposażenie Armii Radzieckiej w 1961 r. (i analogicznie jak w przypadku AK, również w innych państwach Układu Warszawskiego). Rozwinięciem konstrukcji PK, stał się również czołgowy karabin maszynowy PKT.
Od 1952 r. Michaił Kałasznikow był członkiem Komunistycznej Partii Związku Radzieckiego. W latach 1950–1954 zasiadał w Radzie Najwyższej ZSRR. W 1999 r. otrzymał najwyższe odznaczenie Federacji Rosyjskiej – Order św. Andrzeja Apostoła Pierwszego Powołania.
Od 1949 r. mieszkał w Iżewsku. Od 1971 ma tytuł doktora nauk technicznych. W 2003 Kałasznikow objął 30% udziałów w niemieckiej spółce MMI GmbH z siedzibą w Solingen w zamian za prawo do wykorzystywania przez przedsiębiorstwo jego nazwiska jako znaku towarowego na produktach jak wódka, parasole i zegarki.
Zmarł 23 grudnia 2013 roku, mając 94 lata. Początkowo miał być pochowany według woli rodziny w Iżewsku, ale pod wpływem sugestii władz rodzina zgodziła się na pochówek na otwartym latem tego samego roku Federalnym Cmentarzu Wojskowym w podmoskiewskich Mitiszczach, gdzie tworzony jest rosyjski panteon narodowy. Obrzędom pogrzebowym, które odbyły się 27 grudnia, przewodniczył biskup Juwenaliusz (Pojarkow).

## Odznaczenia
- Medal „Złota Gwiazda” Bohatera Federacji Rosyjskiej (2009)
- Medal „Sierp i Młot” Bohatera Pracy Socjalistycznej – dwukrotnie (20 czerwca 1958, 15 stycznia 1976)
- Order św. Andrzeja Apostoła Pierwszego Powołania (1998)
- Order „Za zasługi dla Ojczyzny” II klasy (1994)
- Order „Za zasługi wojskowe” (2004)
- Order Lenina – trzykrotnie (1958, 1969, 1976)
- Order Rewolucji Październikowej (1974)
- Order Czerwonego Sztandaru Pracy (1957)
- Order Przyjaźni Narodów (1982)
- Order Wojny Ojczyźnianej I klasy (1985)
- Order Czerwonej Gwiazdy (1949)
- Medal 100-lecia urodzin Lenina
- Medal „Za zwycięstwo nad Niemcami w Wielkiej Wojnie Ojczyźnianej 1941–1945”
- Medal jubileuszowy „Dwudziestolecia zwycięstwa w Wielkiej Wojnie Ojczyźnianej 1941–1945”
- Medal jubileuszowy „Trzydziestolecia zwycięstwa w Wielkiej Wojnie Ojczyźnianej 1941–1945”
- Medal jubileuszowy „Czterdziestolecia zwycięstwa w Wielkiej Wojnie Ojczyźnianej 1941–1945”
- Medal jubileuszowy „50-lecia zwycięstwa w Wielkiej Wojnie Ojczyźnianej 1941–1945”
- Medal Żukowa
- Medal „Za wyróżnienie w ochronie granic państwowych ZSRR”
- Medal „Weteran Sił Zbrojnych ZSRR”
- Medal jubileuszowy „30 lat Armii Radzieckiej i Floty”
- Medal 40-lecia Sił Zbrojnych ZSRR
- Medal 50-lecia Sił Zbrojnych ZSRR
- Medal 60-lecia Sił Zbrojnych ZSRR
- Medal 70-lecia Sił Zbrojnych ZSRR
- Medal „W upamiętnieniu 800-lecia Moskwy”
- Medal „Symbol Nauki”
- Nagroda Państwowa Federacji Rosyjskiej (1998)
- Nagroda Prezydenta Federacji Rosyjskiej (2003)
- Nagroda Leninowska (1964)
- Nagroda Stalinowska – dwukrotnie (1948, 1949)
- Order Honoru (1999, Białoruś)
- Order „Przyjaźń” (2003, Kazachstan)
- Order „Gwiazda Carabobo” (2006, Wenezuela)
- Order „Za zasługi dla Kraju Ałtajskiego” I klasy (2009)
- Order Świętego Wielkiego Księcia Dymitrija Dońskiego II klasy (2007, Rosyjska Cerkiew Prawosławna)

## Kontrowersje
Wobec Michaiła Kałasznikowa względną popularnością cieszą się teorie spiskowe kwestionujące powszechny pogląd jakoby to on był konstruktorem swojego najsławniejszego dzieła – karabinka AK.
Jedna z nich opiera się na fakcie, iż w 1945 r. Armia Czerwona pochwyciła niemieckiego konstruktora broni strzeleckiej Hugona Schmeissera, który w 1946 r. został wraz ze swoimi współpracownikami i projektami przewieziony do Iżewska, gdzie w tym samym czasie trwały prace nad karabinkiem AK. Według krytyków ma to świadczyć o tym, że to właśnie Schmeisser był rzeczywistym konstruktorem broni. Brak na to jednak jakichkolwiek dowodów.
Spotykane są również obiegowe opinie, jakoby karabinek Kałasznikowa miał być kopią lub modyfikacją niemieckiego karabinka StG44. Bazują one na pewnym podobieństwie zewnętrznym obu broni, jednak są to założenia bezpodstawne gdyż pod względem technicznym obie konstrukcje zdecydowanie się od siebie różnią (zob. AK a StG44).